# Джирард Тауншип (округ Клірфілд, Пенсільванія)
Джирард Тауншип (англ. Girard Township) — селище (англ. township) в США, в окрузі Клірфілд штату Пенсільванія. Населення — 568 осіб (2020).

## Демографія
Згідно з переписом 2010 року, у селищі мешкали 534 особи в 227 домогосподарствах у складі 154 родин. Було 501 помешкання
Расовий склад населення:
| - 98,3 % — білих - 0,2 % — вихідців з тихоокеанських островів - 0,2 % — чорних або афроамериканців |

До двох чи більше рас належало 0,9 %. Частка іспаномовних становила 0,4 % від усіх жителів.
За віковим діапазоном населення розподілялося таким чином: 21,5 % — особи молодші 18 років, 64,3 % — особи у віці 18—64 років, 14,2 % — особи у віці 65 років та старші. Медіана віку мешканця становила 44,9 року. На 100 осіб жіночої статі у селищі припадало 100,0 чоловіків;  на 100 жінок у віці від 18 років та старших — 102,4 чоловіків також старших 18 років.
Середній дохід на одне домашнє господарство  становив 48 055 доларів США (медіана — 42 083), а середній дохід на одну сім'ю — 53 315 доларів (медіана — 49 028). Медіана доходів становила 34 000 доларів для чоловіків та 32 917 доларів для жінок. За межею бідності перебувало 18,3 % осіб, у тому числі 35,2 % дітей у віці до 18 років та 10,8 % осіб у віці 65 років та старших.
Цивільне працевлаштоване населення становило 275 осіб. Основні галузі зайнятості: роздрібна торгівля — 18,9 %, виробництво — 13,8 %, освіта, охорона здоров'я та соціальна допомога — 13,8 %.